# Capparis sandwichiana
Capparis sandwichiana е вид растение от семейство Capparaceae. Видът е световно застрашен, със статут Уязвим.

## Разпространение
Разпространен е в САЩ (Хавайски острови).